# Domingo Mendy
Domingo Mendy (ur. w 1870, zm. ?) – urugwajski szermierz.
Uczestniczył w Letnich Igrzyskach Olimpijskich, w 1924 roku, odpadając w eliminacjach. Brat Pedro Mendiego.